# Dolmen de Kergavat
Le dolmen de Kergavat, appelé aussi dolmen de Kergarat, Er Roc'h ou dolmen de Kergouvat, est un dolmen situé à Plouharnel, dans le Morbihan, en France.

## Historique
Le monument a été exploré par W. C. Lukis en 1867 et par G. Chaplain-Duparc en 1877. Il a été restauré par Z. le Rouzic. Le dolmen est classé au titre des monuments historiques sur la liste de 1889.

## Description
Le dolmen a été endommagé par l'élargissement de la route départementale mais son architecture est assez bien connue grâce à des croquis anciens. Le dolmen est du type dolmen à couloir. Bien que ce dernier soit désormais détruit, l'une des dalles du couloir était encore visible sur un dessin daté de 1864. Le dolmen ouvre au sud-est. La chambre est de forme sub-circulaire. Elle est délimitée par des orthostates et des murets en pierres sèches. Elle est recouverte d'une unique table de couverture. L'édifice comporte une cellule latérale (1,80 m sur 1,20 m), située au sud-ouest de la chambre, délimitée à l'origine par cinq dalles, dont seules deux subsistent. La table de couverture et deux dalles supports comportent des cupules.
Un superbe vase caliciforme, attribué au Campaniforme, fut découvert dans la cellule latérale par Lukis (conservé au British Museum).